# Przestrzeń WCG
Przestrzeń WCG (ang. weakly compactly generated space; przestrzeń generowana przez zbiór słabo zwarty) – przestrzeń Banacha {\displaystyle X} zawierająca słabo zwarty podzbiór {\displaystyle K} o tej własności, że podprzestrzeń liniowa generowana przez ten zbiór jest gęsta w {\displaystyle X} (innymi słowy {\displaystyle K} jest słabo zwarty i liniowo gęsty), tj.
{\displaystyle X={\overline {{\mbox{span}}\,K}}}.
Pojęcie przestrzeni WCG, wprowadzone w 1968 roku przez D. Amira i J. Lindenstraussa, uogólnia jednocześnie pojęcia ośrodkowej przestrzeni Banacha oraz przestrzeni refleksywnej.

## Przykłady
- Gdy {\displaystyle X} jest ośrodkową przestrzenią Banacha oraz {\displaystyle \{x_{n}:n=1,2,\dots \}} jest gęstym podzbiorem jej kuli jednostkowej, to

{\displaystyle K=\{{\tfrac {1}{n}}x_{n}\colon n=1,2,\dots \}\cup \{0\}}
jest słabo zwarty oraz liniowo gęsty w {\displaystyle X} (tj. generuje {\displaystyle X}).
- W przypadku, gdy {\displaystyle X} jest refleksywna, domknięta kula jednostkowa {\displaystyle B_{X}} przestrzeni {\displaystyle X} jest słabo zwarta[3]. Ponieważ {\displaystyle X=\operatorname {span} B_{X},} każda przestrzeń refleksywna jest WCG.
- Dla dowolnej przestrzeni z miarą σ-skończoną {\displaystyle (\Omega ,\mu ),} przestrzeń L1 (μ) jest WCG. Istotnie, niech {\displaystyle \{A_{n}:n=1,2,3,\dots \}} będzie rozbiciem {\displaystyle \Omega } na parami rozłączne zbiory {\displaystyle \mu }-mierzalne dla których {\displaystyle 0<\mu (A_{n})<\infty } dla każdego {\displaystyle n.} Niech {\displaystyle f\colon \Omega \to [0,1]} będzie funkcją daną wzorem {\displaystyle f(x)=(\mu (A_{n})\cdot 2^{n})^{-1}} gdy {\displaystyle x\in A_{n}} dla pewnego {\displaystyle n=1,2,3,\dots } Funkcja {\displaystyle f} jest {\displaystyle \mu }-mierzalna oraz {\displaystyle \int _{\Omega }f\mathrm {d} \mu =1.} Miara {\displaystyle \mathrm {d} \nu =f\mathrm {d} \mu } jest miarą probabilistyczną oraz przestrzenie Banacha {\displaystyle L_{1}(\mu )} i {\displaystyle L_{1}(\nu )} są liniowo izometryczne poprzez odwzorowanie {\displaystyle T\colon L_{1}(\mu )\to L_{1}(\nu )} dane wzorem {\displaystyle Tg=g/f(g\in L_{1}(\mu )).}

Wystarczy zatem pokazać, że przestrzeń {\displaystyle L_{1}(\nu )} jest WCG. Ponieważ miara {\displaystyle \nu } jest skończona, z nierówności Höldera wynika istnienie inkluzji przestrzeni Hilberta {\displaystyle L_{2}(\nu )} w {\displaystyle L_{1}(\nu ).} W szczególności, operator inkluzji {\displaystyle J\colon L_{2}(\nu )\to L_{1}(\nu )} jest różnowartościowy i ma gęsty obraz. Ponieważ kula przestrzeni {\displaystyle L_{2}(\nu )} jest słabo zwarta, operator {\displaystyle J} jest ograniczony (a więc {\displaystyle J} jest również ciągły jako operator między przestrzeniami {\displaystyle L_{2}(\nu )} a {\displaystyle L_{1}(\nu )} wyposażonymi w słabe topologie), obraz kuli {\displaystyle L_{2}(\nu )} poprzez {\displaystyle J} jest słabo zwarty w {\displaystyle L_{1}(\nu )} i liniowo gęsty, a więc {\displaystyle L_{1}(\nu )} jest WCG.
- Dla dowolnego zbioru {\displaystyle \Gamma } przestrzeń c0 (Γ) z normą supremum jest WCG. Ponadto, każda jej domknięta podprzestrzeń jest również WCG[4].
- Przestrzeń funkcji ciągłych {\displaystyle C(K)} na przestrzeni zwartej Hausdorffa {\displaystyle K} jest WCG wtedy i tylko wtedy, gdy {\displaystyle K} jest przestrzenią Eberleina.
- Przestrzeń sprzężona do przestrzeni Johnsona-Lindenstraussa jest izomorficzna z {\displaystyle \ell _{1}\oplus \ell _{2}(c),} która jest WCG jako suma przestrzeni ośrodkowej i refleksywnej, podczas gdy sama przestrzeń Johnsona-Lindenstraussa nie jest WCG.

## Własności
- Jeżeli {\displaystyle X} jest WCG, to domknięta kula jednostkowa jej przestrzeni sprzężonej z *-słabą topologią jest przestrzenią Eberleina.
- Kula jednostkowa przestrzeni sprzężonej do podprzestrzeni przestrzeni WCG jest ciągowo zwarta w *-słabej topologii[5].
- Przestrzeń WCG ze słabą topologią jest przestrzenią Lindelöfa[6].
- Przeliczalne {\displaystyle \ell _{1}}-sumy oraz dowolne {\displaystyle \ell _{p}}-sumy {\displaystyle (p\in (1,\infty ))} i dowolne {\displaystyle c_{0}}-sumy rodzin przestrzeni typu WCG są WCG.

Dowód. Niech {\displaystyle (E_{i})} będzie rodziną przestrzeni typu WCG oraz niech {\displaystyle K_{i}} będzie zbiorem słabo zwartym generującym {\displaystyle E_{i}.} Bez straty ogólności można założyć, że dla każdego {\displaystyle i} zbiór {\displaystyle K_{i}} jest zbalansowany, tj. {\displaystyle \lambda K_{i}\subseteq K_{i},} gdy {\displaystyle |\lambda |\leqslant 1.} W przypadku, gdy {\displaystyle p\in (1,\infty ),} to zbiór
{\displaystyle \textstyle \{f\in \left(\bigoplus _{i}E_{i}\right)_{\ell _{p}}\colon f(i)\in K_{i},\|f\|\leqslant 1\}}
jest słabo zwarty oraz generuje sumę {\displaystyle (\oplus _{i}E_{i})_{\ell _{p}}.} Ponieważ formalna identyczność id: {\displaystyle (\oplus _{i}E_{i})_{\ell _{2}}\to (\oplus _{i}E_{i})_{c_{0}}} jest ciągła oraz ma gęsty obraz, przestrzeń {\displaystyle (\oplus _{i}E_{i})_{c_{0}}} jest również WCG, gdy każdy składnik {\displaystyle E_{i}} jest WCG. Gdy {\displaystyle (E_{n})} jest ciągiem przestrzeni typu WCG (przestrzeń {\displaystyle E_{n}} generowana jest przez zbiór słabo zwarty {\displaystyle K_{n}}), to zbiór
{\displaystyle \textstyle \{f\in \left(\bigoplus _{n=1}^{\infty }E_{n}\right)_{\ell _{1}}\colon f(n)\in K_{n},\|f(n)\|\leqslant {\tfrac {1}{n^{2}}}\}}
jest słabo zwarty oraz generuje {\displaystyle (\oplus _{n}E_{n})_{\ell _{1}}.} □

### Problem dziedziczności własności WCG na podprzestrzenie
Domknięta podprzestrzeń przestrzeni WCG {\displaystyle X} nie musi być przestrzenią WCG nawet w przypadku, gdy {\displaystyle X} ma bezwarunkową bazę Schaudera bądź druga przestrzeń sprzężona {\displaystyle X^{**}} jest WCG. Jeżeli jednak zarówno przestrzenie {\displaystyle X^{*}} i {\displaystyle X^{**}} są WCG, to {\displaystyle X} jest również WCG.

## Algebry Banacha a własność WCG
W przypadku gdy {\displaystyle A} jest C*-algebrą, następujące własności są równoważne:
1. {\displaystyle A^{*}} jest WCG,
2. {\displaystyle A} jest ośrodkowa oraz {\displaystyle A^{*}} ma własność Radona-Nikodýma,
3. {\displaystyle A^{*}} jest ośrodkowa.

Gdy {\displaystyle G} jest lokalnie zwarta przestrzenią Hausdorffa, to następujące warunki są równoważne:
1. algebra Fouriera {\displaystyle A(G)} jest WCG,
2. przestrzeń {\displaystyle C_{0}(G)} jest WCG,
3. {\displaystyle G} spełnia pierwszy aksjomat przeliczalności[10].